# Phalaenopsis finleyi
Phalaenopsis finleyi — эпифитное трявянистое растение семейства Орхидные.
Вид не имеет устоявшегося русского названия, в русскоязычных источниках используется научное название Phalaenopsis finleyi.

## Синонимы
- Doritis minus (Seidenf.) T.Yukawa & K.Kita (2005)
- Kingidium minus Seidenf. (1988)
- Phalaenopsis minor (Seidenf.) Christenson (2001), nom. illeg. non F.Y.Liu (1988)

## История описания
Первое растение было обнаружено в 1987 году. 
 Споры относительно принадлежности этого вида к роду Kingidium продолжаются до сих пор и могут быть завершены только после изучения ДНК.

## Биологическое описание
Моноподиальный эпифит средних размеров.

Стебель короткий, скрыт основаниями листьев.
Корни хорошо развитые. 

Листья эллиптические, длиной 9-15 см 

Цветки характерные, легко отличимые от цветков других видов рода. Открываются последовательно.

## Ареал, экологические особенности
Северный Таиланд (Фу Луанг вблизи Loei) вдоль границы с Лаосом. 

Относится к числу охраняемых видов (второе приложение CITES).

## В культуре
Температурная группа — умеренная и теплая. Для нормального цветения обязателен перепад температур день/ночь в 5-8°С.
 Освещение — яркий рассеянный свет, полутень.
В гибридизации начал использоваться сразу после открытия.
Общая информация о агротехнике в статье Фаленопсис.

## Первичныегибриды(грексы)
- Donna’s Delight — equestris х minus (Bill Tippit) 2005
- Java Mini — javanica х minus (Hou Tse Liu) 2006